# Palaquium oxleyanum
Palaquium oxleyanum är en tvåhjärtbladig växtart som beskrevs av Jean Baptiste Louis Pierre. Palaquium oxleyanum ingår i släktet Palaquium och familjen Sapotaceae. Inga underarter finns listade i Catalogue of Life.